# Jaromír Krygel
Jaromír Michael Krygel (* 29. května 1973 Krnov) je český dirigent.

## Životopis
Jaromír Krygel absolvoval Janáčkovu konzervatoř v Ostravě (hru na violu, hudební režii a dirigování) a následně v roce 1999 vystudoval dirigování sboru na Hudební fakultě Janáčkovy akademie múzických umění v Brně. Již v letech 1991 - 1993 se stal asistentem šéfdirigenta Moravské filharmonie Olomouc. V letech 1994 - 1997 působil jako šéfdirigent Komorní filharmonie Brno. V letech 2002 - 2003 působil jako dirigent Karlovarského symfonického orchestru a zároveň jako hostující dirigent Slezského divadla v Opavě. Od roku 2003 absolvoval Jaromír Krygel řadu koncertů ve Francii, Německu, Švýcarsku a Skandinávii s programem operním i orchestrálním. Spolupracuje s řadou vynikajících orchestrů a sborů a bývá pravidelně přizván k účasti na různých mezinárodních hudebních festivalech. Jeho koncerty zazněly i v přímém přenosu České televize a Českého rozhlasu.
V současnosti mimo jiné působí jako zakladatel a prezident mezinárodního hudebního festivalu Le Quattro Stagioni.